# تاتیانا آورینا
تاتیانا آورینا (روسی: Татья́на Бори́совна Аве́рина؛ ۲۵ ژوئن ۱۹۵۰ – ۲۲ اوت ۲۰۰۱) اسکیت‌باز سرعت اهل اتحاد جماهیر شوروی سوسیالیستی بود.
وی در مسابقات کشوری و بین‌المللی در مجموع برندهٔ ۳ مدال طلا، ۳ مدال نقره، ۲ مدال برنز شده‌است.